# هفت خبیث

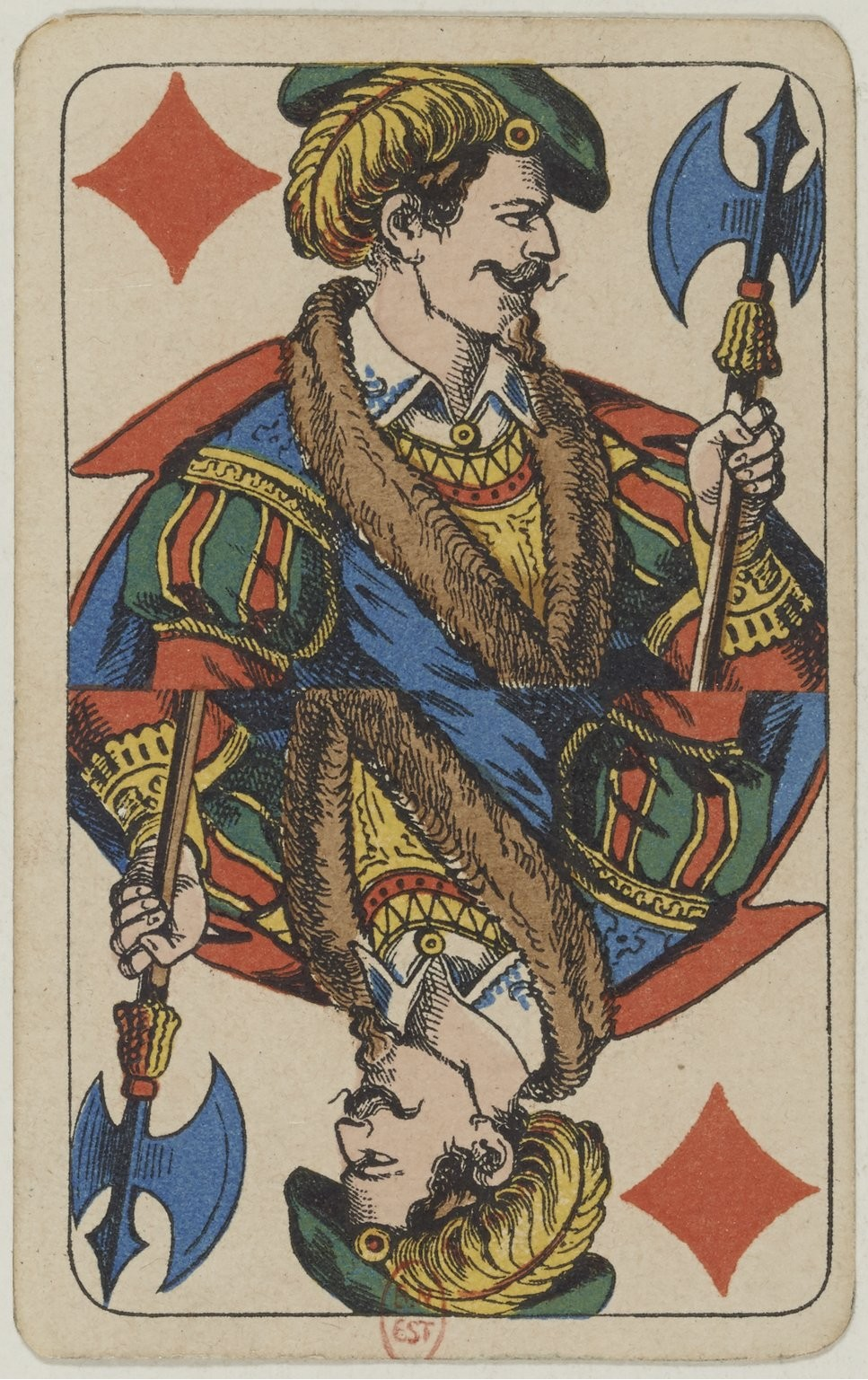
عکس کارتی قدیمی

هفت خبیث یا هفت کثیف، نوعی بازی با کارت است که در مناطق مختلف دنیا بازی می‌شود. این بازی مشابه بازی آلمانی Mau-Mau و از خانواده بازی‌های هشت دیوانه است. این بازی در جمع‌های ۲ نفر به بالا بازی می‌شود. برای جمع های بیش از پنج نفر معمولاً از ۲ دسته کارت استفاده می‌شود.

## کارت های خبیث
علیرغم اینکه اسم بازی هفت خبیث است اما شش کارت در این بازی جایزه دار هستند و خبیث محسوب میشوند.
کارت های خبیث : 
۱ _ کارت (آس)
۲ _ کارت (۲)
۳ _ کارت (۷)
۴ _ کارت (۸ یا کارت شانازی)
۵ _ کارت (۱۰)
۶ _ کارت (سرباز)

## نحوه بازی
نحوه بازی هفت خبیث و شروع بازی به این شکل است که به هر نفر یک سری برگه به هر تعداد که مایلید در جهت ساعت‌گرد داده می‌شود و سپس کارت‌های باقی‌مانده را به پشت در وسط می‌گذارند و روترین کارت از کارت‌های روی زمین را کنار کارت‌هایی که از پشت هستند از رو قرار می‌دهند. اگر کارت برداشته شده از روی دسته جایزه دار باشد آن را داخل دسته گذاشته و دوباره کارت رویی را برمی‌داریم، این کار را آنقدر تکرار می‌کنیم تا کارت رویی جایزه دار نباشد و آن را به عنوان حکم روی زمین می‌گذاریم.
بازی به این شکل است که باید هم عدد یا هم خال کارت روی زمین را بازی کنید ، برای مثال اگر کارت ۳ دل روی زمین باشد بازیکن می‌تواند هر کارتی با عدد ۳ یا هر کارتی با خال دل بازی کند ، اگر هیچ‌کدام از این کارت ها را نداشت ، باید یک کارت از زمین بردارد. اگر کارت برداشته شده با کارت روی زمین سازگار بود آن را بازی می‌کند ، در غیر صورت آن کارت را درون دست خود قرار داده و نوبت نفر بعدی می‌باشد.
بازی تا جایی ادامه دارد که یک نفر تمام کارت‌های درون دست خود را در روی زمین بگذارد و کارت هایش تمام شود. توجه شود که وقتی بازیکن تنها دو کارت دارد و یکی از آن دو را بازی می‌کند باید سریعا بگوید«تک کارت!». اگر بازیکن فراموش کند و بازیکن دیگری تک کارت او را بگوید، شخصی که «تک کارت!» گفتن را فراموش کرده باید یک کارت جریمه شود.
بازی اغلب به صورت حذفی انجام  می‌گردد. به این صورت که هرکس زودتر برگه تمام کرد، نفر اول و ادامه افراد بازی را ادامه داده تا نفر آخر مشخص شود.
البته می‌توان به صورت امتیاز منفی هم بازی کرد که پایین تر توضیح داده شده است. 
تاریخچه این بازی سال 1320 میلادی می‌باشد .که بازی مشابه بسیاری به تقلید از او ساخته شده است.

## قوانین
قانون‌های این بازی به دو صورت اصلی و فرعی تقسیم‌بندی می‌شود. قوانین اصلی همواره ثابت می‌باشند ولی می‌توان با توافق بازیکنان از اجرای تمامی یا برخی از قوانین فرعی صرف نظر نمود. 
قوانین اصلی نحوه ادامه بازی را مشخص می‌کنند. بازی از نفر بعد از نفر [کارت پخش کن] در جهت گردش عقربه‌های ساعت آغاز می‌شود و بر اساس اعداد و نوع کارت‌هایی که آخرین بازیکن بر زمین گذاشته ادامه می‌یابد. روند تغییر بازی بر اساس کارت‌ها به صورت زیر است:
عدد ۱۰: جهت چرخش بازی را برعکس می‌کند.
عدد ۷: اگر فردی عدد ۷ بیاورد، نفر بعدی او باید ۲ کارت جریمه بردارد.
تبصره: با بازی شدن کارتی با عدد ۷ ، بازیکن بعدی فقط کارت ۷ را می‌تواند بازی کند و اگر داشت و بازی کرد نفر بعدی باید ۴ کارت جریمه شود و می‌تواند به همین گونه ادامه یابد ، در صورتی که کارتی با عدد ۷ نداشت ، ۲ کارت جریمه می‌شود و دیگر نمی‌تواند بازی کند و نوبت نفر بعدی می‌شود.
عدد ۸: جایزه دارد و باید یک کارت دیگر که هم خال کارت 8 یا یک هشت دیگر از خال دیگری بیندازد.(اگر جایزه ٨ را نداشت باید جریمه بردارد) 
تبصره: استفاده از جایزه چه به‌صورت گذاشتن یک کارت از دست خود، یا از کارتهای رو نشده بر روی کارت روشده روی زمین است.
سرباز: این کارت می‌تواند روی هر کارتی بیاید. بازیکنی که سرباز بازی کند می‌تواند حکم را به دلخواه خودش تغییر دهد.مثلا اعلام می‌کند حکم دل است و بازیکن بعدی باید کارتی با خال تعیین شده بازی کند. در ضمن حکمی که تعیین می‌کند به خال خود سرباز ربطی نداشته و می‌تواند خال دیگری باشد.
عدد۲: اگر شخصی عدد ۲ را بازی کند باید بازیکن دیگری را به تعداد یک کارت جریمه کند که این کارت باید از کارت های خودش باشد بدین گونه که کارت های خود را به پشت ، جلوی بازیکنی که می‌خواهد جریمه کند می‌گیرد تا آن بازیکن خودش یک کارت را انتخاب کند.
کارت آس(تک): هر بازیکنی کارت آس بازی کند نفر بعدی نوبت خود را از دست می‌دهد و نمی‌تواند بازی کند و نوبت نفر بعد از آن می‌شود.
تک کارت: وقتی بازیکنی دو کارت دارد و یکی از آن دو را بازی می‌کند باید در همان لحظه ، بلند بگوید (تک کارت) ، و اگر نگوید و بازیکن دیگری متوجه شود که نگفته است ، یک کارت جریمه می‌شود.
تبصره: (بازیکنی که تک کارت نگفته باشد و پیش از متوجه شدن سایر افراد از این موضوع کارت های خود را تمام کند، مشمول جریمه نمی‌شود)
هر اشتباهی در اجرای قوانین اصلی که در حین بازی انجام می‌شود، برداشتن یک کارت جریمه توسط شخص خطاکار شامل می‌شود.
قوانین فرعی:
تخلفات اضافی که شامل یک کارت جریمه می‌شود: بدون نوبت بازی کردن ، تأخیر در بازی کردن ، گفتن کلمه (من) و (تو)
درصورت توافق افراد  می‌توانند در صورت بیرون رفتن فردی از بازی تا یک دور بعد با استفاده از کارت 2 یا کارت 7 آن بازیکن را به بازی برگردانند.

## نحوهٔ امتیازدهی
هنگامی که یکی از بازیکنان تمامی کارت‌های بازی خود را تمام کرد بازی به اتمام می‌رسد و همه افراد حاضر با توجه به کارت‌های باقی مانده دستشان امتیاز منفی می‌گیرند. هر یک از کارت ها امتیاز خاصی دارد که به صورت زیر می‌باشد.
- برگ‌های ۲ تا ۱۰ امتیاز منفی برابر شماره کارت خود دارند (بجز عدد ۷).
- برگ بی بی ۳ امتیاز منفی دارد
- برگ شاه ۴ امتیاز منفی دارد
- برگ آس ۱۱ امتیاز منفی دارد
- برگ سرباز ۲۰ امتیاز منفی دارد

در صورتی که نفر تمام کننده بازی با سرباز بازی را تمام کند, امتیازهای منفی دست هر بازیکن در آن دور دو برابر می‌شود.